# Liste öffentlicher Bücherschränke im Landkreis Schwäbisch Hall
In der Liste öffentlicher Bücherschränke im Landkreis Schwäbisch Hall sind öffentliche Bücherschränke für Orte, die zum Landkreis Schwäbisch Hall in Baden-Württemberg gehören, aufgeführt. Sie ist primär nach Orten sortiert, unabhängig davon, ob es sich um Ortsteile, Gemeinden oder Städte handelt. Der Artikel ist Teil der übergeordneten Liste öffentlicher Bücherschränke in Baden-Württemberg. Ein öffentlicher Bücherschrank ist ein Schrank oder schrankähnlicher Aufbewahrungsort mit Büchern, der dazu dient, Bücher kostenlos, anonym und ohne jegliche Formalitäten zum Tausch oder zur Mitnahme anzubieten. Die Liste erhebt keinen Anspruch auf Vollständigkeit.

## Öffentliche Bücherschränke im Landkreis Schwäbisch Hall
Derzeit sind im Landkreis Schwäbisch Hall 20 öffentliche Bücherschränke erfasst (Stand: 18. August 2025):
| Bild                     | Ausführung                 | Ort                                | Seit | Anmerkung                                                                                     | Geokoordinaten               |
| ------------------------ | -------------------------- | ---------------------------------- | ---- | --------------------------------------------------------------------------------------------- | ---------------------------- |
|                          | Bücherzelle                | Ammertsweiler (Mainhardt)          |      | Bücherzelle bei der Feuerwehr                                                                 | ⊙ Im Unterweiler 23          |
|                          | Bücherschrank, Bücherregal | Bibersfeld (Schwäbisch Hall)       |      |                                                                                               | ⊙ Kirchbühl 7                |
| öffentliches Bücherregal | Bücherregal                | Crailsheim                         |      | Schweinemarktplatz, Hausseite einer überdachten Tiefgaragentreppe                             | ⊙ Schweinemarktplatz 7       |
|                          | Bücherregal                | Eutendorf (Gaildorf)               |      | "Buchhaltestelle" im Häuschen einer ehemaligen Bushaltestelle neben der Ortsverwaltung        | ⊙ Bismarckstraße             |
|                          | Bücherregal                | Fichtenberg                        |      | Bücherregal Fichtenberg                                                                       | ⊙ Marktplatz 7               |
|                          | Bücherregal                | Gailsbach (Mainhardt)              |      |                                                                                               | ⊙ Lohgasse 2                 |
|                          | Bücherschrank              | Gelbingen (Schwäbisch Hall)        |      |                                                                                               | ⊙ Brauerstraße 2             |
|                          | Bücherregal                | Heimbachsiedlung (Schwäbisch Hall) |      | Neben der Apotheke                                                                            | ⊙ Teurerweg 52               |
|                          | Bücherregal                | Ilshofen                           |      | Bücherregal Ilshofen                                                                          | ⊙ Am Markt 1                 |
|                          | Bücherschrank              | Mariäkappel (Kreßberg)             |      | Zwei Bücherschränke vor dem Gemeindehaus                                                      | ⊙ Crailsheimer Straße 22     |
|                          | Bücherregal                | Michelbach an der Bilz             |      | Bücherschrank an der Bushaltestelle, organisiert von der Gemeindeverwaltung/>                 | ⊙ Kirchstraße 28             |
|                          | Bücherregal                | Obersontheim                       |      | Bücherschrank Obersontheim, organisiert vom Verein „Hallo Nachbar“ und der Gemeindeverwaltung | ⊙ Hauptstraße 9              |
|                          | Bücherregal                | Rot am See                         |      | Bücherregal am Rathaus                                                                        | ⊙ Raiffeisenstraße 1         |
|                          | Bücherregal                | Schwäbisch Hall                    |      | Schwäbisch Hall, Waldfriedhof                                                                 | ⊙ Gebrüder-Reutter-Straße 47 |
|                          | Bücherregal                | Tiefenbach (Crailsheim)            |      | Bücherregal bei der „Alten Schule“, organisiert von den Landfrauen Tiefenbach                 | ⊙ Bruckstraße 1              |
|                          | Bücherregal                | Tullau (Rosengarten)               |      | Bushaltestelle Tullau, Kirchgasse                                                             | ⊙ Kirchgasse 6               |
|                          | Bücherregal                | Untermünkheim                      |      | Untermünkheim                                                                                 | ⊙ Hohenloher Straße 22       |
|                          | Bücherregal                | Vellberg                           |      | Offenes Bücherregal Vellberg, organisiert vom Generationenbündnis Vellberg e. V.              | ⊙ Im Städtle 24              |
|                          | Bücherschrank              | Wallhausen                         |      | Naturerlebnisbad Wallhausen                                                                   | ⊙ Am Freibad 2               |
|                          | Bücherregal                | Weckrieden (Schwäbisch Hall)       |      |                                                                                               | ⊙ Pfauäcker 2                |

## Statistik
Für einen Vergleich zu den anderen Land- und Stadtkreisen Baden-Württembergs sowie zum Landesdurchschnitt siehe die Statistik öffentlicher Bücherschränke in Baden-Württemberg.